# Derrick Deese
Derrick Deese (Culver City, 17 maggio 1970) è un ex giocatore di football americano statunitense che ha giocato nel ruolo di offensive lineman per quattordici stagioni nella National Football League (NFL). Al college ha giocato a football alla University of Southern California.

## Carriera professionistica
Deese passò la maggior parte della carriera giocando come tackle sinistro per i San Francisco 49ers tra il 1992 e il 2003 vincendo il Super Bowl XXIX nel 1994 battendo i San Diego Chargers. Le ultime due stagioni della carriera le passò coi Tampa Bay Buccaneers nel 2004 e 2005.

## Palmarès
- Super Bowl : 1

San Francisco 49ers: XXIX

## Statistiche
| Partite totali      | 152 |
| Partite da titolare | 132 |
| Fumble recuperati   | 7   |